# 桜庭ハル
桜庭 ハル（さくらば はる、1986年8月4日 - ）は日本のAV女優。旧名「飯島 夏希」（いいじま なつき）。

## 略歴
2006年にAVデビュー。Gカップの巨乳のギャル系のキカタン（企画単体）女優。
2008年6月20日公式ブログにて引退を発表。
2009年桜庭ハルの名で復帰。
2010年11月6日のブログで「ＨＡＬ」に改名した事を発表した。
また「杏樹」の名も用いている。
2013年1月1日ブログで引退を発表。

## 出演作品
飯島夏希 名義
2006年
- エロかわギャル（9月13日、マルクス兄弟）
- 私生活でもハメREC（9月22日、シャイ企画）
- 中出し強要ギャル痴女 ねぇ、中に出して!（9月29日(レンタルのみ）、うまなみ。(ケイ・エム・プロデュース））
- 素人コギャルHEAVEN 4時間 4（10月20日、おかず。(ケイ・エム・プロデュース））
- 素人痴女3（10月20日(レンタルのみ）、うまなみ。(ケイ・エム・プロデュース））
- CLUB GIRL HUNTING 2（10月27日、ビッグモーカル）
- SIMPLE 1980 THE フェラチオ 完全撮り下し（10月27日、ビッグモーカル）
- ギャルフェティッシュ 飯島夏希(19）（11月1日、ワンズファクトリー）
- SIMPLE 1980 THE 手コキ 完全撮り下しギャルフェティッシュ（11月10日、ビッグモーカル）
- 中出し強要ギャル痴女〜ねぇ、中に出して!〜 4時間（11月24日、おかず。(ケイ・エム・プロデュース））うまなみ。作品『中出し強要ギャル痴女〜ねぇ、中に出して!』のセルDVD化作品
- 巨乳ギャルM女教師（12月8日、TMA）
- あの女と犯りたい2（12月19日、ZONE）
- 超高級!若妻脱衣麻雀倶楽部（12月20日、ネクストイレブン）
- ONE＋GAL 10　(12月30日、冒険ゴリラ）

2007年
- B-STYLE 「ちょいワルBガール」（1月1日、ワンズファクトリー）
- 絶対中出し出来る痴女クリニック（1月13日、マルクス兄弟）
- RQバコバコ大乱交（1月25日、しのだプロジェクト）
- ハイスクール!巨乳組（2月8日、V&Rプロダクツ）
- 援交CELEB密会 なつき 24才（2月9日、マジ妻）
- 生意気ギャルをイカセまくって中出ししました（2月16日、レアル・ワークス）
- CHARISMA☆MODEL（2月25日、kira☆kira）
- ノーモザイクおまんこ 8 （3月13日、カルマ）
- うまなみプレゼンツ。 29 素人痴女 4時間 2（3月23日、おかず。(ケイ・エム・プロデュース））うまなみ。作品『素人痴女3』のセルDVD化作品
- 極嬢（3月25日、YeLLOW）
- Hなオッパイしか見たくない（4月1日、ワンズファクトリー）
- ギャル痴女の潮吹き!中出し!バコバコ乱交!（4月13日、マルクス兄弟）
- 飯島夏希を拘束電マ痙攣潮吹き連続アクメ中出しFUCK21連発（4月13日、カルマ）
- 超快感!! 最高のSEX（4月19日、SODクリエイト）
- ボインハイスクール!!（4月20日(レンタルのみ）、うまなみ。(ケイ・エム・プロデュース））
- 妄想クリニック 中出しナースコール（5月3日、ワンズファクトリー）※AV OPEN 2007エントリー作品
- ドリーム学園11（5月3日、MOODYZ）※AV OPEN 2007エントリー作品
- 美脚×ローライズ短パン×露出デート（5月13日、マルクス兄弟）
- 女子校生監禁クラスメイト（5月18日、アリスJAPAN(ジャパンホームビデオ））
- 痴女女子校生 4時間（5月18日、メディアステーション）
- ドリームオッパイEX（5月25日、しのだプロジェクト）
- スワップ、乱交、ハードコア。（6月7日、プレミアム）
- 超デジモ（6月22日、レアル・ワークス）
- ボインハイスクール!!完全版（6月22日(セルのみ）、おかず。(ケイ・エム・プロデュース））
- トリプル痴女GROOVE（7月7日、プレミアム）
- プレミアデジタルモザイクVol.28（8月7日、プレミアム）
- ロゼーン・メイデン(8月10日、TMA）
- 女捜査官が痴女でチンポ好きの変態だったんです。（8月13日、マルクス兄弟）
- NG解禁!南の島で中出しアナルファック（9月13日、マルクス兄弟）
- シブヤ制服GAL たっぷり中出し Special 4時間（9月14日、I.B.WORKS）
- GALCIR 2（10月1日、アイデアポケット）
- Sexyギャルズ a GO GO!!（10月1日、ワンズファクトリー）
- ドリーム学園11 完全版（10月13日、MOODYZ）
- 麻薬捜査官 ヤク漬け膣痙攣（11月22日、アイエナジー）
- 黒ギャルVS白ギャル（11月23日、メディアステーション）
- 【人気AV女優が出会いサイトで素人くんをゲット!オモチャにしちゃうゾ…】飯島夏希とシテみませんか!!（11月25日、P☆MAX）
- BOING.90 Gcup 飯島夏希 05(12月5日、ドリームチケット）
- SUND★ME!!(12月15日、ワープエンタテインメント）
- 巨乳ギャルレイプ（12月21日、TMA）
- 淫乱スタイルGALS☆集団乱交(12月25日、kira☆kira）
- Black Max Cafeへようこそ!（12月28日、マックス・エー）

2008年
- AFTER（1月25日、YeLLOW）
- 手コキでベロちゅ〜（1月25日、YeLLOW）
- 手コキHEAVEN（2月15日、TMA）
- 官能小説朗読オナニー(2月19日、YeLLOW）
- 癒らし。VOL.45(3月7日、アウダースジャパン）
- E-BODY（3月13日、E-BODY）
- kira☆kira HIGHSCHOOL GALS Vol.2(3月19日、kira☆kira）
- MOODYZファン感謝祭 バコバコバスツアー2008 超!極乳天国へようこそ!!（3月19日、MOODYZ）
- 美人妻極淫雀荘（4月15日、スターパラダイス）
- 拘束椅子連続電マ（4月18日、映天）
- 初レズ・大量潮吹き・生中出し…（5月8日、GARCON）
- kira☆kiraALLSTARS 極上BODY☆巨乳乱交（5月19日、kira☆kira）
- 露出狂痴女（6月5日 ナチュラルハイ）
- カリスマ日サロ店長NATSUKIとギャルサーメンバーが手コキ日焼けサロン始めました!!（6月5日、GARCON）
- MOODYZファン感謝祭 裏バコバコバスツアー2008 本編未収録映像240分!!（6月13日、MOODYZ）
- 月刊人妻の異常性欲 只今セフレ募集中 私の性欲満たして下さい…（6月15日、スターパラダイス）
- 巨乳コギャルズオフィスレディー（6月19日 YeLLOW）
- パイパンハイパーデジタルモザイク（7月1日、MOODYZ）

桜庭ハル 名義
2009年
- 復活! THE PERFECT GAL -究極のエロスBODY-（8月19日 kira☆kira）
- kira☆kira SPECIAL LIP ギャル・de・リゾート 〜巷で噂のセクハラマッサージ〜（9月19日 kira☆kira）
- 小汚いワンルーム住まいの僕だけど、掃除専門のお手伝いさんを雇ってエッチなグッズを見せつけたら女の子とヤラしいことができた。 VOL.2（12月5日、ソフト・オン・デマンド/Hunter）

2010年
- kira☆kira 3周年特別企画 巨乳9GALSリゾート☆乱交（1月19日、kira☆kira）
- ローリングフェラチオMASTER Vol.3（4月19日、kira☆kira）
- kira☆kira BLACK GAL BEACH SPECIAL 黒ギャルリゾート☆灼熱BEACH大乱交（8月19日、kira☆kira）
- Fetishist 03 痴女マゾ（8月30日、虎丸フェッチ）[1]
- kira☆kira BLACK GAL SPECIAL 〜黒爆乳☆極小ビキニGAL狂乱交〜（10月19日、kira☆kira  SPECIAL）
- ザーメンマンスプラッシュ・ゼロ（11月18日、A.S.E）

2011年
- フェッチのフェラチオcollection（1月31日、虎丸フェッチ）
- 黒ギャルだょ!!全員集合!!!イタズラ逆ナンはマジやばくねぇ〜!!! VOL.04（2月5日、GARCON）
- MOODYZファン感謝祭 バコバコバスツアー2011 ギャルの超ハイテンション大乱交ジャングル!!（2月13日、MOODYZ REAL）
- パニック寸前!!突然急停止したエレベーターの密室でギャル5人に無理矢理抜かれちゃいました!!vol.03（3月5日、GARCON）
- 僕の彼女にAKIBAのコスさせていやらしい事してみました。〜彼女:ハル23歳の場合〜（4月8日、UP'S）
- GARCONファン感謝祭 可愛さ最強ギャル軍団と行く!!ギラツキMAX童貞クン限定温泉バスツアー!!!VOL.2（5月7日、GARCON）
- 彼女がスクール水着にきがえたら Part.2（5月13日、UP'S）
- 下半身3点責め Vol.2（6月17日、K'S WORKS）
- kira☆kira BLACK GAL SPECIAL-逆痴漢☆爆乳黒ギャルにオモチャにされた男達-（6月19日、kira☆kira）
- うねるバイブぶっ刺し腰クネオナニー 4（7月15日、OFFICE K'S）
- 川上ゆう嬢のレズ専ペニバンソープ（7月22日、アンナと花子）
- 巨根ニューハーフ＆巨根肉食系男＆巨乳痴女 性欲暴走トリプルFUCK（7月22日、CROSS）
- 接吻とレズと乱交（7月25日、美）
- 何度も何度もイキまくるオナニー 3（8月5日、OFFICE K'S）
- PINK BUTTERFLY 10（11月22日、ONCE）

杏樹 名義
2012年
- IT会社に面接に来た、就活ギャル（4月12日、ZeTToN Lemon）
- 黒ふちメガネのギャルにやられたい（5月19日、FETISH BOX）
- すっぽん喰いつきフェラ3 超吸引バキュームで縮む睾丸（6月13日、FETISH BOX）
- 連射PANIC!!! 終わらない男汁搾取（6月5日、JNS MANIA痴女）
- M男 in GAL PARADISE RETURNS （6月5日、MBC GAL）
- フェラtoキスはマジでツボ。（7月20日、S♥E♥X Agent）
- 超絶ギャルテコ（7月20日、S♥E♥X Agent 悶）
- 神騎乗 極上ギャル悶絶騎乗交尾（7月20日、S♥E♥X Agent 悶）
- ロディオ・ギャルズ★ザーメン・パーティー in Tokyo 騎っかり腰ふり黒ギャルを真っ白に汚す素人汁（8月10日、DREAM TICKET）
- べろチューレロレロしながら濃厚手コキしてあげる（8月10日、REAL）
- あしぬきギャル（10月19日、S♥E♥X Agent）
- 肉厚ま○こがぴったり吸いつく極上SEX（11月1日、FETISH BOX）
- HARDCORE BITCH MOUTH ハードコアビッチマウス 暴走ギャルフェラ（11月16日、SEX Agent）
- 性豪S女の絶倫SEX（12月5日、未来 フューチャー）

2013年
- ギャルは顔舐めで愛を表現する（1月18日、ドリームチケット）